# Krzysztof Jeżowski
Krzysztof Jeżowski (30 augustus 1975) is een Pools voormalig wielrenner.

## Belangrijkste overwinningen
1998
- 6e etappe Ronde van Griekenland
- 7e etappe Ronde van Griekenland
- 10e etappe Ronde van Griekenland

2001
- 5e etappe Ronde van Masovia

2004
- 11e etappe Ronde van Marokko
- 4e etappe Koers van de Olympische Solidariteit
- 2e etappe Ronde van Malopolska
- 3e etappe Ronde van Malopolska
- GP Palma

2005
- 5e etappe Ronde van Masovia

2006
- 3e etappe Szlakiem Grodòw Piastowskich
- 4e etappe Szlakiem Grodòw Piastowskich
- Pomorski Klasyk
- 1e etappe Ronde van Masovia
- 4e etappe Ronde van Masovia

2007
- 3e etappe Bałtyk-Karkonosze-Tour
- 2e etappe Ronde van Malopolska
- Memorial Henryka Lasaka
- 2e etappe Szlakiem Walk Majora Hubala

2008
- 4e etappe Ronde van Taiwan
- 3e etappe Szlakiem Grodòw Piastowskich
- Memorial Henryka Lasaka
- 3e etappe Szlakiem Walk Majora Hubala

2009
- 3e etappe Ronde van Taiwan
- 6e etappe Ronde van Taiwan
- Eindklassement Ronde van Taiwan
- 1e etappe Ronde van Marokko
- 6e etappe Ronde van Marokko
- 9e etappe Ronde van Marokko
- 10e etappe Ronde van Marokko
- 2e etappe Ronde van Malopolska
- Pools kampioen op de weg, Elite
- 4e etappe Ronde van Masovia

2011
- 3e etappe Baltyk-Karkonosze-Tour